# Масковый дакнис
Масковый дакнис (лат. Dacnis lineata) — вид птиц из семейства танагровых. Птицы обитают на плантациях, в засушливых саваннах, субтропических и тропических низменных влажных, затопляемых и сильно деградированных лесах, на высоте от 0 до 1100, иногда до 1350 метров над уровнем моря, от восточного основания венесуэльских Анд с крайнего юго-востока штата Тачира от восточной Колумбии (Норте-де-Сантандер южнее через основание Анд до западного Мета, затем от центрального Мета и Гуайния) южнее до восточного Эквадора, восточного Перу и северной Боливии (до Бени и Кочабамба), восточнее до южной и юго-восточной Венесуэлы (южный и центральный Амазонас и Боливар, кроме его северо-востока), а также в Гайане, Французской Гвиане и Амазонской Бразилии — восточнее до северо-восточного Пара и востока центрального Мату-Гросу. Длина тела 11—11,5 см, масса около 10 грамм.